# Список призёров Олимпийских игр по настольному теннису

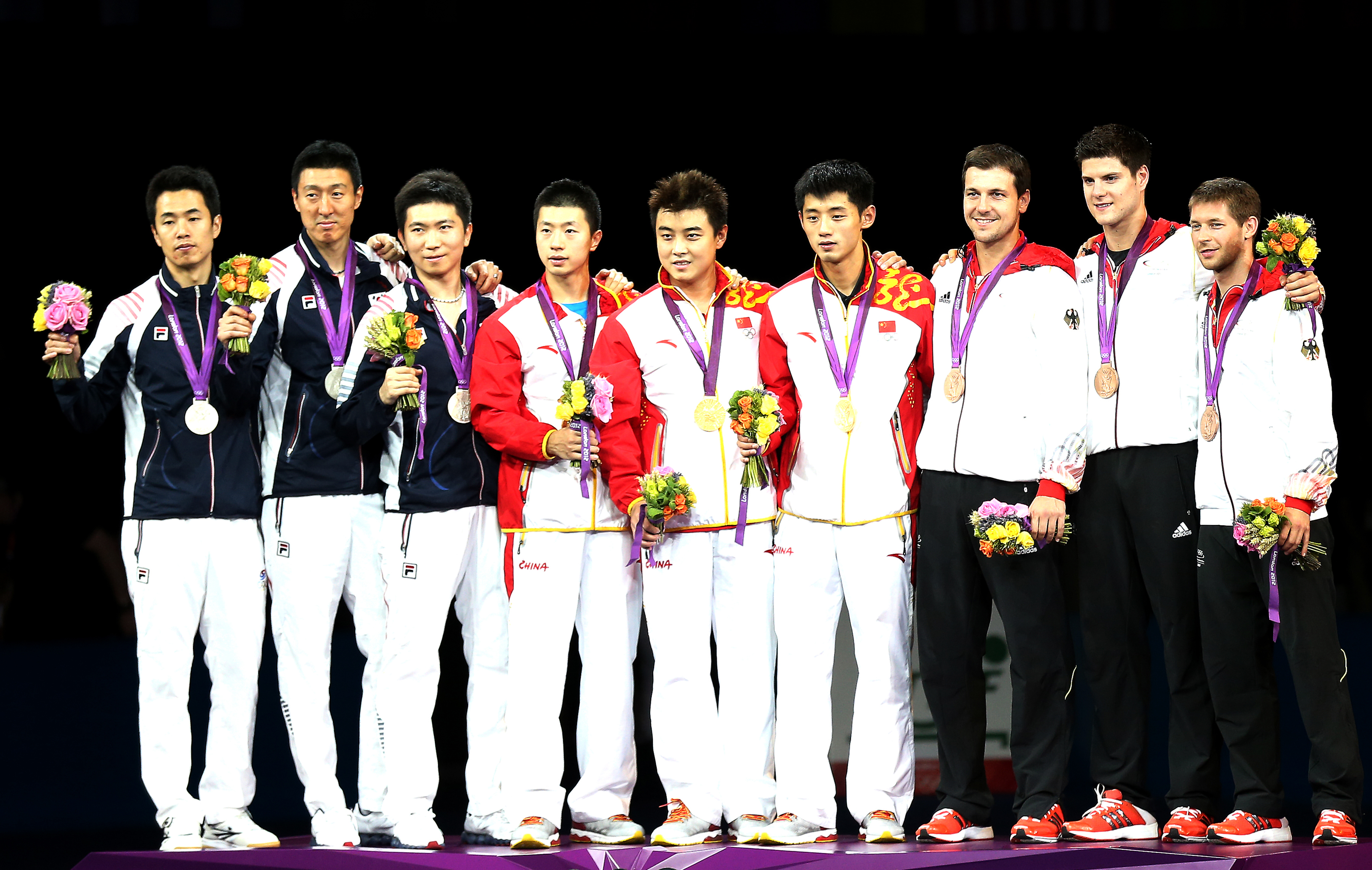
Призёры мужского командного турнира на Олимпийских играх 2012 года

Настольный теннис впервые был включён в программу летних Олимпийских игр в 1988 году в Сеуле. Мужчины и женщины разыграли медали в одиночном и парном разрядах. Соревнования в парных разрядах проходили до Олимпийских игр 2004 года, после чего были заменены на командные соревнования мужчин и женщин. С Олимпийских игр 2020 года в программу соревнований был добавлен смешанный парный разряд.
Всего в 1988—2020 годах были вручены 115 олимпийских медалей (37 золотых, 37 серебряных и 41 бронзовая). Представители Китая выиграли 32 из 37 золотых наград, три золота выиграли теннисисты Республики Корея, одно золото у японцев, ещё одно золото на счету шведа Яна-Уве Вальднера. В 2008 году на Играх в Пекине китайские игроки завоевали все медали в одиночных разрядах, а также выиграли оба командных разряда. С 2012 года в одиночных разрядах от одной страны могут выступать не более двух спортсменов. Всего медали на Олимпийских играх выигрывали представители 12 НОК.
Самыми титулованными игроками в настольный теннис в истории Олимпийских игр являются китаец Ма Лун (6 золотых наград), китаянки Ван Нань (4 золота и 1 серебро), Дэн Япин (4 золота) и Чжан Инин (4 золота). Ма Лун — единственный мужчина, которому удалось дважды победить в одиночном разряде на Олимпийских играх. По общему количеству медалей первое место занимают Ма Лун и Дмитрий Овчаров из Германии (по 6 наград).

## Призёры

### Мужчины

#### Одиночный разряд

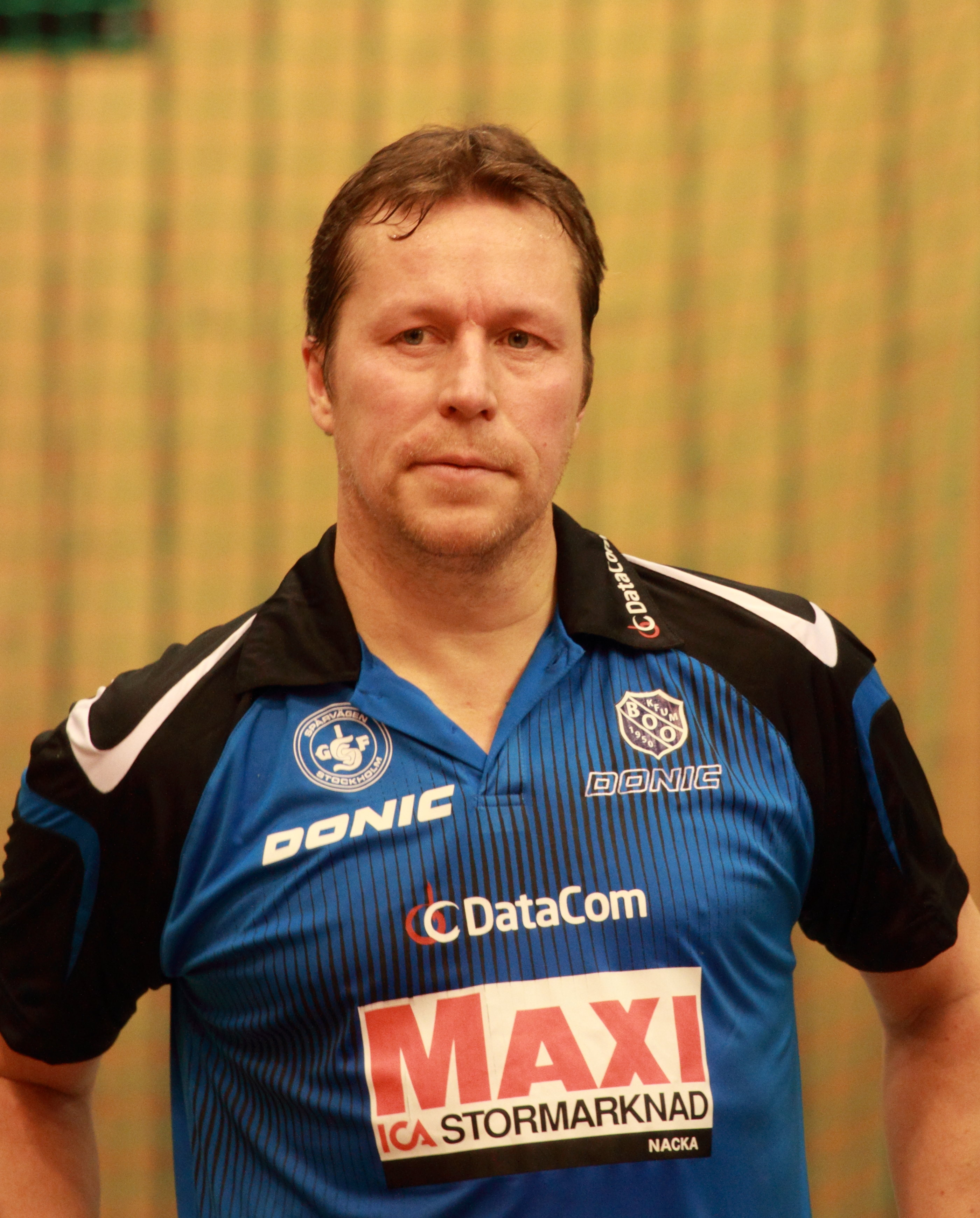
Ян-Уве Вальднер — единственный в истории европеец, выигравший олимпийское золото в настольном теннисе

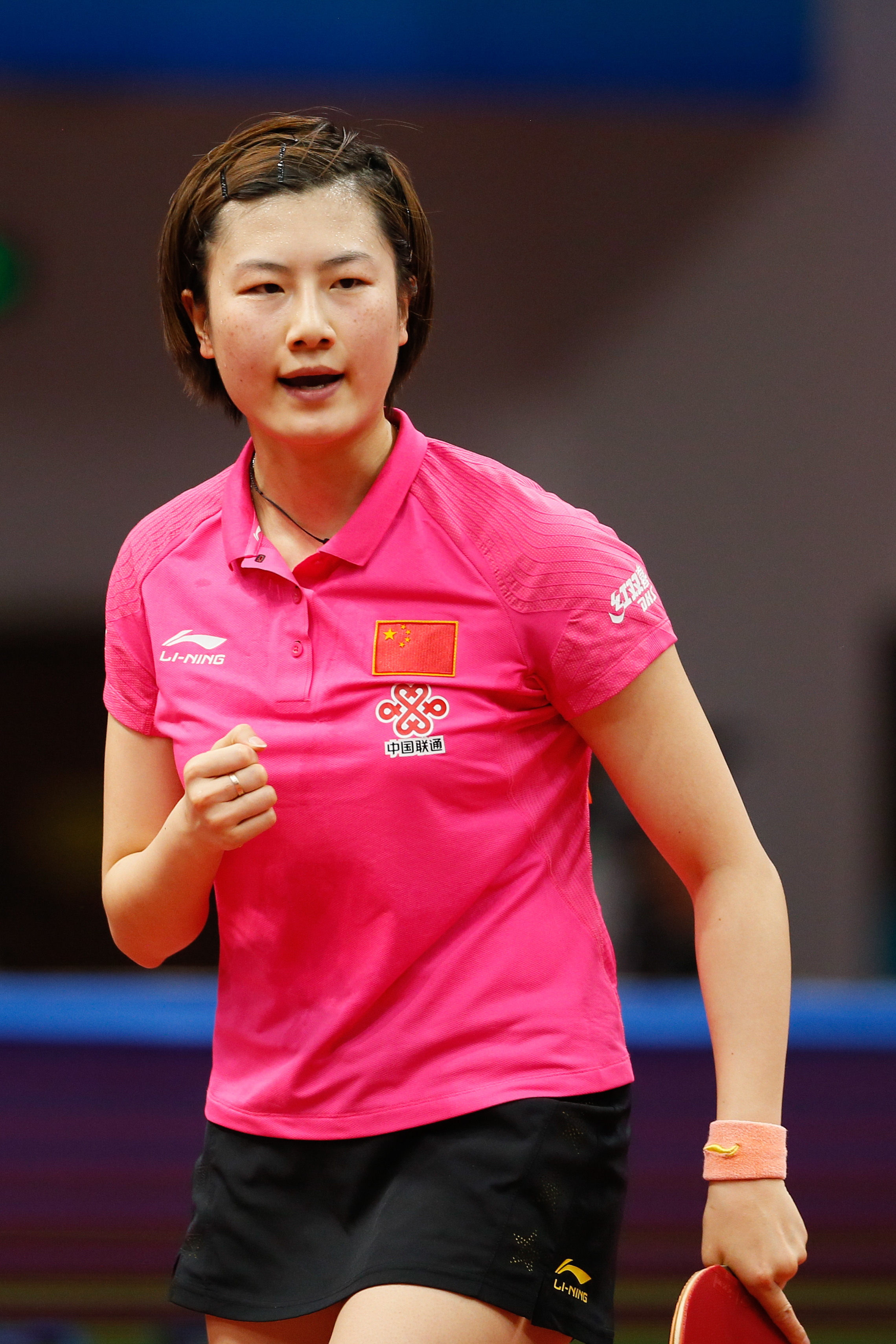
Чемпионка Игр 2016 года Дин Нин

| Игры                              | Золото                | Серебро                 | Бронза                |
| 1988 Сеул см. подробнее           | Ю Нам Гю (KOR)        | Ким Ги Тхэк (KOR)       | Эрик Линд (SWE)       |
| 1992 Барселона см. подробнее      | Ян-Уве Вальднер (SWE) | Жан-Филипп Гасьен (FRA) | Ма Вэньгэ (CHN)       |
| 1992 Барселона см. подробнее      | Ян-Уве Вальднер (SWE) | Жан-Филипп Гасьен (FRA) | Ким Тхэк Су (KOR)     |
| 1996 Атланта см. подробнее        | Лю Голян (CHN)        | Ван Тао (CHN)           | Йёрг Росскопф (GER)   |
| 2000 Сидней см. подробнее         | Кун Линхуэй (CHN)     | Ян-Уве Вальднер (SWE)   | Лю Голян (CHN)        |
| 2004 Афины см. подробнее          | Ю Сын Мин (KOR)       | Ван Хао (CHN)           | Ван Лицинь (CHN)      |
| 2008 Пекин см. подробнее          | Ма Линь (CHN)         | Ван Хао (CHN)           | Ван Лицинь (CHN)      |
| 2012 Лондон см. подробнее         | Чжан Цзикэ (CHN)      | Ван Хао (CHN)           | Дмитрий Овчаров (GER) |
| 2016 Рио-де-Жанейро см. подробнее | Ма Лун (CHN)          | Чжан Цзикэ (CHN)        | Дзюн Мидзутани (JPN)  |
| 2020 Токио см. подробнее          | Ма Лун (CHN)          | Фань Чжэньдун (CHN)     | Дмитрий Овчаров (GER) |
| 2024 Париж см. подробнее          | Фань Чжэньдун (CHN)   | Трульс Мёрегорд (SWE)   | Феликс Лебрен (FRA)   |

#### Командный разряд

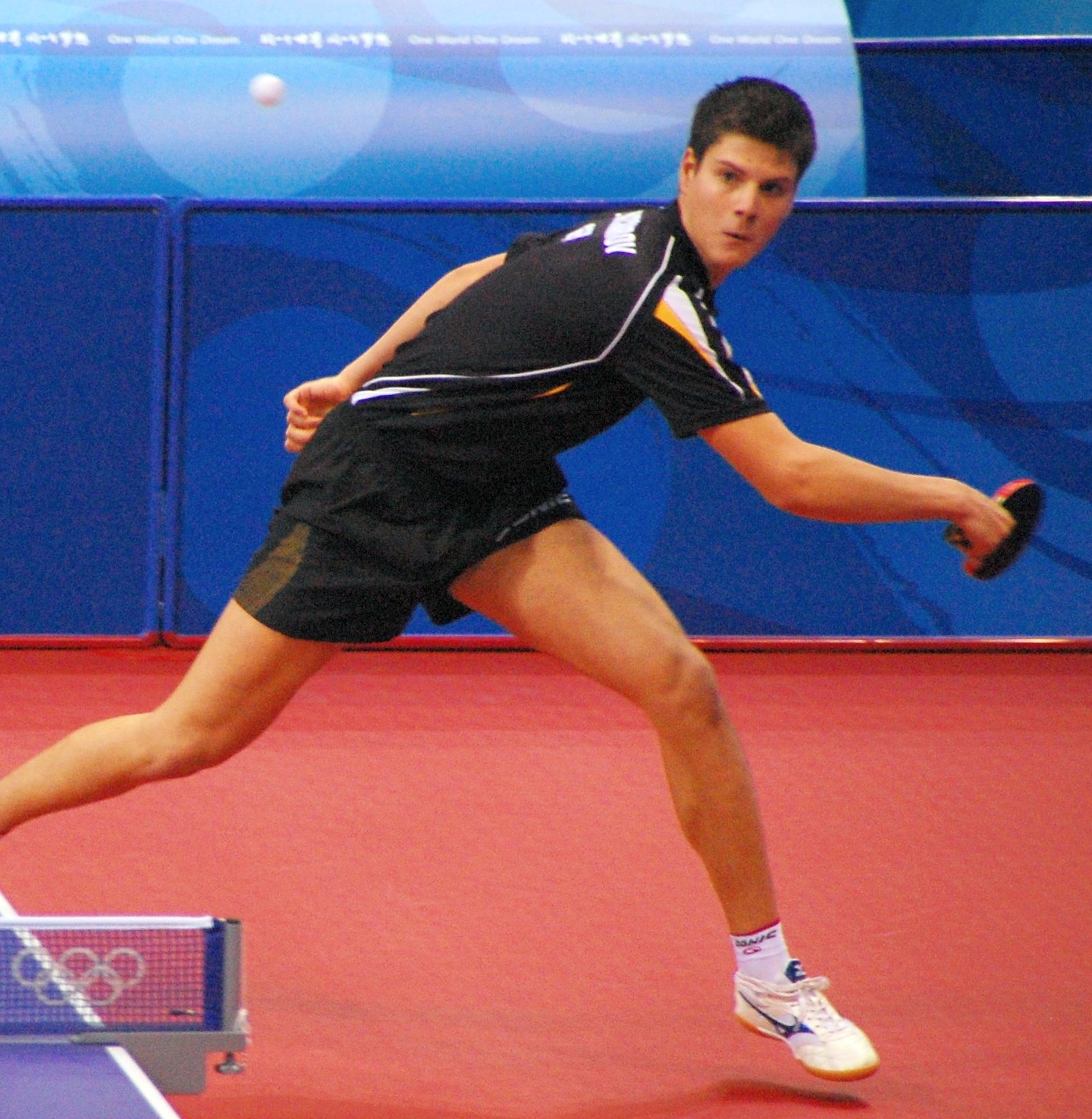
Дмитрий Овчаров (фото 2008 года) завоевал четыре медали в командном разряде

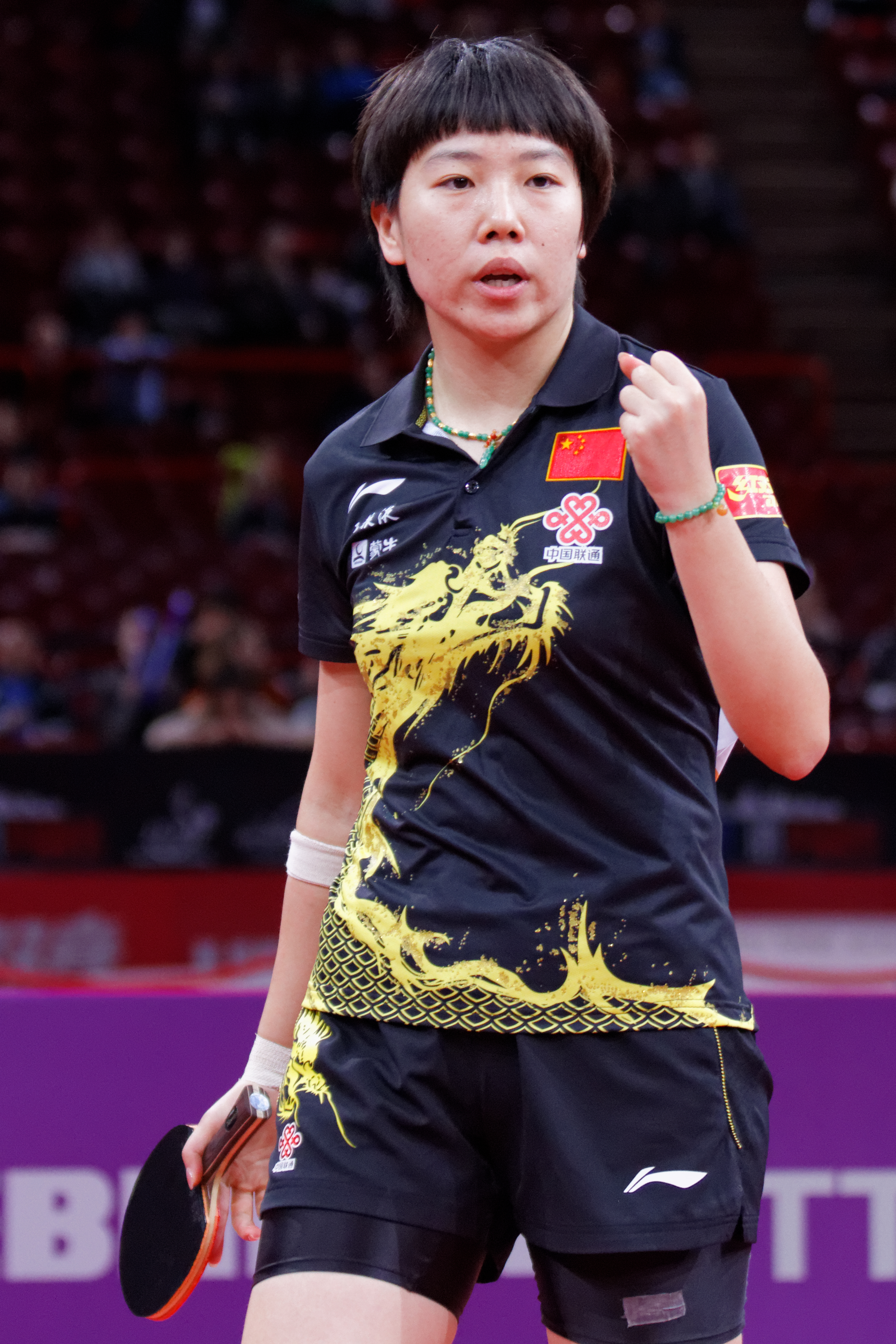
Ли Сяося (фото 2013 года) выиграла два золота в командном разряде (2012 и 2016) и одно золото в одиночном (2012)

| Игры                              | Золото                                      | Серебро                                                       | Бронза                                                   |
| 2008 Пекин см. подробнее          | Китай · Ма Линь · Ван Хао · Ван Лицинь      | Германия · Кристиан Зюс · Дмитрий Овчаров · Тимо Болль        | Республика Корея · О Сан Ён · Ю Сын Мин · Ён Джэ Ён      |
| 2012 Лондон см. подробнее         | Китай · Ван Хао · Ма Лун · Чжан Цзикэ       | Республика Корея · О Сан Ын · Ю Сын Мин · Чу Се Хёк           | Германия · Тимо Болль · Дмитрий Овчаров · Бастиан Штегер |
| 2016 Рио-де-Жанейро см. подробнее | Китай · Ма Лун · Чжан Цзикэ · Сюй Синь      | Япония · Дзюн Мидзутани · Коки Нива · Махару Ёсимура          | Германия · Дмитрий Овчаров · Тимо Болль · Бастиан Штегер |
| 2020 Токио см. подробнее          | Китай · Фань Чжэньдун · Ма Лун · Сюй Синь   | Германия · Дмитрий Овчаров · Патрик Франциска · Тимо Болль    | Япония · Дзюн Мидзутани · Коки Нива · Томокадзу Харимото |
| 2024 Париж см. подробнее          | Китай · Фань Чжэньдун · Ма Лун · Ван Чуцинь | Швеция · Антон Чельберг · Трульс Мёрегорд · Кристиан Карлссон | Франция · Феликс Лебрен · Алексис Лебрен · Симон Гози    |

#### Парный разряд
Соревнования в парном разряде проходили на пяти Олимпийских играх в 1988—2004 годах, после чего были заменены на командный разряд.
| Игры                         | Золото                             | Серебро                                     | Бронза                                        |
| 1988 Сеул см. подробнее      | Китай · Чэнь Лунцань · Вэй Цингуан | Югославия · Илия Лупулеску · Зоран Приморац | Республика Корея · Ан Джэ Хён · Ю Нам Гю      |
| 1992 Барселона см. подробнее | Китай · Люй Линь · Ван Тао         | Германия · Йёрг Росскопф · Штеффен Фецнер   | Республика Корея · Ким Тхэк Су · Ю Нам Гю     |
| 1992 Барселона см. подробнее | Китай · Люй Линь · Ван Тао         | Германия · Йёрг Росскопф · Штеффен Фецнер   | Республика Корея · Кан Хи Чхан · Ли Чхоль Сын |
| 1996 Атланта см. подробнее   | Китай · Кун Линхуэй · Лю Голян     | Китай · Люй Линь · Ван Тао                  | Республика Корея · Ли Чхоль Сын · Ю Нам Гю    |
| 2000 Сидней см. подробнее    | Китай · Ван Лицинь · Янь Сэнь      | Китай · Кун Линхуэй · Лю Голян              | Франция · Жан-Филипп Гасьен · Патрик Шила     |
| 2004 Афины см. подробнее     | Китай · Чэнь Ци · Ма Линь          | Гонконг · Ко Лай Чак · Ли Цзин              | Дания · Микаэль Мэйс · Финн Тугвелль          |

### Женщины

#### Одиночный разряд
| Игры                              | Золото          | Серебро           | Бронза             |
| 1988 Сеул см. подробнее           | Чэнь Цзин (CHN) | Ли Хуэйфэнь (CHN) | Цзяо Чжиминь (CHN) |
| 1992 Барселона см. подробнее      | Дэн Япин (CHN)  | Цяо Хун (CHN)     | Хён Джон Хва (KOR) |
| 1992 Барселона см. подробнее      | Дэн Япин (CHN)  | Цяо Хун (CHN)     | Ли Бун Хи (PRK)    |
| 1996 Атланта см. подробнее        | Дэн Япин (CHN)  | Чэнь Цзин (TPE)   | Цяо Хун (CHN)      |
| 2000 Сидней см. подробнее         | Ван Нань (CHN)  | Ли Цзюй (CHN)     | Чэнь Цзин (TPE)    |
| 2004 Афины см. подробнее          | Чжан Инин (CHN) | Ким Хян Ми (PRK)  | Ким Кён А (KOR)    |
| 2008 Пекин см. подробнее          | Чжан Инин (CHN) | Ван Нань (CHN)    | Го Юэ (CHN)        |
| 2012 Лондон см. подробнее         | Ли Сяося (CHN)  | Дин Нин (CHN)     | Фэн Тяньвэй (SIN)  |
| 2016 Рио-де-Жанейро см. подробнее | Дин Нин (CHN)   | Ли Сяося (CHN)    | Ким Сон И (PRK)    |
| 2020 Токио см. подробнее          | Чэнь Мэн (CHN)  | Сунь Инша (CHN)   | Мима Ито (JPN)     |
| 2024 Париж см. подробнее          | Чэнь Мэн (CHN)  | Сунь Инша (CHN)   | Хина Хаята (JPN)   |

#### Командный разряд
| Игры                              | Золото                                    | Серебро                                              | Бронза                                               |
| 2008 Пекин см. подробнее          | Китай · Го Юэ · Ван Нань · Чжан Инин      | Сингапур · Фэн Тяньвэй · Ли Цзявэй · Ван Юэгу        | Республика Корея · Тан Йе Со · Ким Гён А · Пак Ми Ён |
| 2012 Лондон см. подробнее         | Китай · Го Юэ · Ли Сяося · Дин Нин        | Япония · Касуми Исикава · Ай Фукухара · Саяко Хирано | Сингапур · Фэн Тяньвэй · Ли Цзявэй · Ван Юэгу        |
| 2016 Рио-де-Жанейро см. подробнее | Китай · Ли Сяося · Дин Нин · Лю Шивэнь    | Германия · Хань Ин · Петрисса Солья · Шань Сяона     | Япония · Касуми Исикава · Ай Фукухара · Мима Ито     |
| 2020 Токио см. подробнее          | Китай · Чэнь Мэн · Сунь Инша · Ван Маньюй | Япония · Мима Ито · Касуми Исикава · Миу Хирано      | Гонконг · Ду Хойкем · Лэй Хочхин · Минни Су          |
| 2024 Париж см. подробнее          | Китай · Чэнь Мэн · Сунь Инша · Ван Маньюй | Япония · Хина Хаята · Мива Харимото · Миу Хирано     | Республика Корея · Шин Ю Бин · Чон Джи Хи · Ли Ын Хе |

#### Парный разряд
Соревнования в парном разряде проходили на пяти Олимпийских играх в 1988—2004 годах, после чего были заменены на командный разряд.
| Игры                         | Золото                                      | Серебро                                   | Бронза                                       |
| 1988 Сеул см. подробнее      | Республика Корея · Хён Джон Хва · Ян Ён Джа | Китай · Чэнь Цзин · Цзяо Чжиминь          | Югославия · Ясна Фазлич · Гордана Перкучин   |
| 1992 Барселона см. подробнее | Китай · Дэн Япин · Цяо Хун                  | Китай · Чэнь Цзыхэ · Гао Цзюнь            | Республика Корея · Хон Чха Ок · Хён Джон Хва |
| 1992 Барселона см. подробнее | Китай · Дэн Япин · Цяо Хун                  | Китай · Чэнь Цзыхэ · Гао Цзюнь            | КНДР · Ли Бун Хи · Ю Сун Бок                 |
| 1996 Атланта см. подробнее   | Китай · Дэн Япин · Цяо Хун                  | Китай · Лю Вэй · Цяо Юньпин               | Республика Корея · Пак Хэ Джон · Ю Джи Хе    |
| 2000 Сидней см. подробнее    | Китай · Ли Цзюй · Ван Нань                  | Китай · Сунь Цзинь · Ян Ин                | Республика Корея · Ким Му Гё · Ю Джи Хе      |
| 2004 Афины см. подробнее     | Китай · Ван Нань · Чжан Инин                | Республика Корея · Ли Ын Силь · Сок Ын Ми | Китай · Го Юэ · Ню Цзяньфэн                  |

### Микст

#### Смешанные пары
| Игры                     | Золото                             | Серебро                      | Бронза                            |
| 2020 Токио см. подробнее | Япония · Дзюн Мидзутани · Мима Ито | Китай · Сюй Синь · Лю Шивэнь | Тайвань · Линь Юньжу · Чжэн Ицзин |
| 2024 Париж см. подробнее | Китай · Ван Чуцинь · Сунь Инша     | КНДР ·                       | Республика Корея ·                |